# Azərbaycan Kuboku 2009-2010
La Azərbaycan Kuboku 2009-2010 è stata la 18ª edizione della coppa nazionale azera, disputata tra il 17 settembre 2009 (con lo svolgimento del turno preliminare) e il 23 maggio 2010 e conclusa con la vittoria del FK Baku, al suo secondo titolo.

## Ottavi di finale
Gli incontri di andata si sono disputati il 4 quelli di ritorno l'11 novembre 2009.
| Squadra 1         | Totale | Squadra 2       | Andata | Ritorno |
| ----------------- | ------ | --------------- | ------ | ------- |
| Simurq PFC        | 3 - 0  | FK Gäncä        | 2 - 0  | 1 - 0   |
| Olimpik Baku      | 2 - 1  | FC Qəbələ       | 2 - 0  | 0 - 1   |
| FK Qarabag Agdam  | 4 - 0  | Şahdağ Qusar    | 4 - 0  | 0 - 0   |
| Xəzər-Lənkəran    | 4 - 1  | Muğan Salyan    | 3 - 1  | 1 - 0   |
| FK Baku           | 6 - 0  | Bakılı          | 6 - 0  | 0 - 0   |
| Standard Sumqayit | 3 - 1  | Turan Tovuz     | 3 - 1  | 0 - 0   |
| Neftchi Baku      | 7 - 0  | Neftçi İSM Baku | 5 - 0  | 2 - 0   |
| Inter Baku        | 7 - 2  | Karvan Yevlax   | 4 - 0  | 3 - 2   |

## Quarti di finale
Gli incontri di andata si sono disputati il 6 e 7 quelli di ritorno il 16 e 17 marzo 2010. 
| Squadra 1        | Totale | Squadra 2         | Andata | Ritorno |
| ---------------- | ------ | ----------------- | ------ | ------- |
| FK Baku          | 4 - 2  | Standard Sumqayit | 1 - 1  | 3 - 1   |
| Simurq PFC       | 2 - 4  | Olimpik Baku      | 0 - 0  | 2 - 4   |
| FK Qarabag Agdam | 2 - 2  | Xəzər-Lənkəran    | 2 - 1  | 0 - 1   |
| Neftchi Baku     | 1 - 5  | Inter Baku        | 0 - 3  | 1 - 2   |

## Semifinali
Gli incontri di andata si sono disputati il 27 aprile quelli di ritorno il 5 maggio 2010.
| Squadra 1    | Totale | Squadra 2      | Andata | Ritorno |
| ------------ | ------ | -------------- | ------ | ------- |
| Olimpik Baku | 2 - 3  | Xəzər-Lənkəran | 1 - 1  | 1 - 2   |
| FK Baku      | 3 - 2  | Inter Baku     | 0 - 1  | 3 - 1   |

## Finale
La finale venne disputata il 23 maggio a Baku. La partita venne decisa ai tempi supplementari dopo che era terminata 1-1 al novantesimo minuto.
| 23 maggio 2010 | Xəzər-Lənkəran | 1 – 2 | FK Baku |  |